# Blagovica
Blagovica je krajevno središče osrednje-vzhodnega dela Črnega grabna, s podružnično šolo, pošto, brez trgovine, z eno gostilno, cerkvijo Sv. Petra  in bencinskim servisom Petrol. Je tudi sedež Krajevne skupnosti Blagovica in vse do leta 1966 je bila samostojna občina, še enkrat večja kot je površina današnje KS. Od leta 1995 je del občine Lukovica.
V kraju deluje tudi mnogo društev, kot so prostovoljno gasilsko društvo, planinsko društvo, kulturno-prosvetno društvo, društvo podeželske mladine in društvo podeželskih žena.

## Izgovorjava imena Blagovica
Blagovica: v Blagovici, blagoviški, v narečju blagovški, blagojški, Blagovičani, Blagovčani

## Izvor imena
Slovensko ime vasi Blagovica (nemško: Glogowitz) je najverjetneje nastalo iz osnove glog (Glogovica). Rastlina Glog (Crataegus) je trnati grm ali nizko drevo z rožnatimi, večinoma belimi cvetovi. 
Obstaja pa tudi verjetnost, da so se po tej rastlini že prej imenovali blagoviški plemenitaši, ki so se morda že s tem imenom priselili v Blagovico (Glogowitz).

## Demografske značilnosti
Število vseh prebivalcev v kraju je po zadnjem popisu 101.
Kraji v krajevni skupnosti Blagovica (po abecednem redu) s številom prebivalcev po popisu 2002:
- Blagovica (101)
- Gabrje pod Špilkom (37)
- Golčaj (0)
- Jelša (47)
- Korpe (13)
- Mali Jelnik 48
- Podsmrečje (44)
- Prevoje (20)
- Prilesje (15)
- Spodnji Petelinjek (26)
- Veliki Jelnik (22)
- Vošce (54)
- Vranke (11)
- Zgornje Loke (101)
- Zgornji Petelinjek (18)
- Zlatenek (40).

Skupaj ima krajevna skupnost Blagovica 597 prebivalcev.

## Zgodovina

### Zgodovina v pisanih virih do leta 1647
Blagovica je ena od najzgodnješih naselij z omembo v pisnih virih v Črnem grabnu. Vitez Bartold iz Blagovice »de Loggewitz« se omenja v pisanih virih že leta 1273. Herman de Glogowitz je leta 1278 in 1289 podpisal darilne listine stiškemu samostanu. Sumi omenja še vrsto blagoviških vitezov, Henrika, Frica, Viljema, Tomaža, Alberta, vendar ni ugotovljeno, če so imeli kaj več skupnega z Blagovico kot ime. Duhovnik Otokar Blagoviški »herr Ottakar der seiester von Glog«owicz se 26. januarja 1327 omenja v listini kot priča, leta 1328 je kar dvakrat imenovan kot priča, leta 1329 pa enkrat. Otokar in Nikolaj iz Blagovice sta 25. marca 1329 za 10 mark oglejskih fenigov prodala kmetijo v Gabrovnici nuni Marjeti iz Ljubljane, ki je bila v samostanu v Mekinjah. Na kmetiji je bil podložnik Janez »Jans«. Na listini je ohranjen pečat Otokarja z napisom: + DNI OTACHARI DE GLOGOWICZ. Otokar Blagoviški »Ottacharus de Glogowicz« se je 28. februarja 1330 odpovedal dobrniški župniji. Otokar in Nikolaj Blagoviška sta 6. decembra 1332 prodala samostanu v Mekinjah svojo kmetijo v Mali Soteski »datz dem wenigen Zotesk« v Moravški župniji, na kateri je bil kmet Nikolaj. Na listini sta ohranjena oba pečata Nikolaja in Otokarja iz Blagovice. Blagoviški gospodje »Gloguitz« se omenjajo tudi v listini 22. junija 1335. Otokar Blagoviški je bil 10. decembra 1335 še vedno župnik v Dobrniču, bil pa je tudi naddiakon Kranjske in Marke. Gizela, hčerka Gundacherja iz Blagovice, je s privoljenjem sina Ostrmana 23. novembra 1340 dala hčerki Elizabeti, nuni v Mekinjah, tri kmetije, dve v Moravčah in eno na Pogledu. Ponovno se Otokar Blagoviški omenja v listini 21. januarja 1341. Imel je kar štiri duhovniške službe: bil je stalni krašenjski kaplan, župnik dobrniški in mengeški ter naddiakon Kranjske in Marke. Leta 1342 so krajevno ime Blagovica zapisovali »Glogwicz in Glonuicz«. Subdiakonu Nikolaju Blagoviškemu »de Glogowicz« so 17. decembra 1344 priznali polnoletnost in mu o tem izdali listino. Oglejski patriarh Bertrand je 29. julija 1345 potrdil na novo ustanovljeno kaplansko službo pri kapeli sv. Petra in Pavla v patriarhovem gradu v Blagovici, ki je spadala v župnijo Dob »capellan sub nomine beatorum Petri et Pavli apostolorum in castro nostro de Glogwicz«. Kaplansko službo sta ustanovila ali utemeljila Otokar Blagoviški, župnik v Kamniku, in njegov brat Nikolaj Blagoviški, tako da sta darovala 6 1/2 marke oglejskih denarjev za dohodke stalnemu kaplanu v Blagovici in 1 1/2 marke tedanjemu župniku v Dobu Vegantu »Weygandus«. S tem so si plemenitaši Blagoviški pridobili patronsko in reprezentacijsko pravico nad blagoviško cerkvijo. Otokar in Nikolaj sta si pridržala pravico izbirati in predlagati vsakokratnega kaplana v Blagovici. Nikolaj iz Blagovice in žena Wendel sta 23. novembra 1350 prodala za 24 mark dve kmetiji v Podorehu v moravški župniji nuni Gizeli in njuni hčerki Elizabeti, po njeni smrti pa samostanu v Mekinjah. Na originalni listini sta dva žiga, eden s premerom 28 milimetrov Nikolaja Blagoviškega ima napis: + S(IGILLVM) NICOLAI D GLOGOWICZ. Freisinški škof Albert je 30. aprila 1352 svojemu kaplanu Otokarju iz Blagovice dovolil prosto razpolagati s svojim imetjem. Oglejski patriarh Nikolaj je 1. oktobra 1357 sporočil vsem, da je njegov pisar Pavlin pooblaščenec Otokarja iz Blagovice »de Glogwitz«, ki je oskrbnik Ane, Neže in Katarine, hčera pokojnega Nikolaja Blagoviškega, oglejskega vazala in brata omenjenega Otokarja. Patriarh je Otokarju podelil oglejski fevd, še posebej pa desetino od 35 kmetij v Blagovici in Mošeniku »et Moscznik« pri Moravčah. Nikolaj Blagoviški je preminil v prekomorski odpravi. Otokar Blagoviški, župnik v Kamniku, je v letih od 1351 do 1358 zidal samostan klarisinj v Škofji Loki. Freisinški škof je 4. junija 1360 podpisal listino, s katero je vsa posestva, ki jih je Otokar daroval samostanu v Škofji Loki, oprostil vseh dajatev. »Hans von Newemhaus« - Hans Novograjski iz Novega gradu na Krasu je 18. maja 1369 prodal Ivanušu iz Ribnika »Ywanus von Ribnik« za 160 mark beneških šilingov v popolno last graščinsko poslopje ob stolpu v Blagovici »haus dazb gelegen ist an dem turn ze Glogowicz, Ober Glogowicz an der chapell ze Glogowicz« pri kapeli v Blagovici z vsem, kar je tej posesti pripadalo. Prodal je tudi desetino od 20 zemljišč na Moravškem »ze Chreyen in der Morawser pharr«, ki so bila patriarhov zajem, dveh zemljišč v Zgornji Blagovici, na katerih sta bila, ali kot so tedaj rekli, sedela Zupanec in Marin, od hube v Prelogu; kraj s tem imenom sedaj v Črnem grabnu ni znan, morda so Prevoje. Na hubi je gospodaril Marin. Prodal je desetino od zemljišč v Selcah, na katerih je bil pred tem tedaj že pokojni Meinhart, od mlina in stop v Drenovcu pri Blagovici (Drenaucz) ter od kmetije, na kateri je bil Ulrik. Obenem s posestjo je prodal tudi vse, kar je zraven spadalo, celo pravice, ki jih je imel pri kapeli v Blagovici. Vse to je podedoval po svoji pokojni ženi. Razen desetine je taila posest fevd oglejskega patriarha. Neža, žena Marka Linakerja »Agnes Merchleins des Lindeker«, nečakinja grofa Ivanuša, je potrdila, da je bilo to prodano z njenim privoljenjem. Listino sta pečatila Viljem Mengeški in Viljem Kolovški. Skupaj s Krajnim brdom se 1. oktobra 1372 omenja tudi Blagovica »pey Glogwitz«. Marko, sin Henrika Puglaina, je 16. februarja 1378 prodal samostanu v Mekinjah dvor v Zlatenku pri Blagovici in prostor za mlin. Hans, sin Hertleina iz Blagovice, župnik v Tržiču, in njegova sestra Dimot sta 12. julija 1383 prodala dve kmetiji samostanu v Velesovem. Duhovnik Janez iz Blagovice je v listini 31. oktobra 1393 omenjen kot priča zaradi župnijskih zadev. Elizabeta »Elspelt Wilhalms« Turjaška in njen sin Herbert Turjaški sta 12. aprila 1414 zastavila vdovi Ani Osterberger des Gallenberger in njenemu sinu Viljemu za posojenih 900 dukatov svoj grad Turn zu Glogowicz s pritiklinami, ki spadajo zraven, in vsemi pravicami. Izvzeta pa je bila desetina od treh njiv, ki jih je imel Herbert v Blagovici, kmetije v Blagovici, na kateri je bil Herman, od kmetije, na kateri je bil njegov sin Gregor, od petih voštatov - kajž ali manjših posestev, na katerih so bili Vebrov sin, Marko, Marin, Marin Lom in Greta, od dveh hub ali kmetij v Krajnem brdu, na eni je bil Kovač, na drugi pa Herman, odpuste ali opuščene kmetije na Jelniku, od kmetije v Selcah, na kateri je bil Matko, od kmetije v Zlatenku, kjer je gospodaril Černe, od hube v Prilesju, na kateri je bil Pavel, od hube v Prelogu, na kateri je sedel Janez, od dveh hub v Zgornji Blagovici, na eni je bil Kovač, na drugi pa Zupan, in še od dveh kmetij. V Gabrju je gospodaril Pele, v Petelinjku pa Veriant. Izvzeta je bila tudi desetina od pustega mlina v Blagovici in travnika poleg njega, desetina v moravški župniji, ki je prinašala šest mark šilingov, desetina v krašenjski župniji, ki je prinašala dve marki in šest šilingov, ter desetina od dveh hub na Golem in od treh hub v Zgornjem Igu. Omenjena je tudi mitnica na Raščici, ki je prinašala osem mark šilingov na leto. Elizabeta in sin Herbert Tujaška sta si pridržala pravico zastavljeno posest rešiti zase in za svoje dediče, s tem da poravnata vse obveznosti. Odpovedni rok so določili eno leto. Pergamentno listino so pečatili Herbert Turjaški, deželni upravitelj na Kranjskem, in Lenart Ižanski. Ohranjena sta dva pečata. Jurij de Stubay, župnik pri sv. Martinu v Dobu, je 5. oktobra 1420 naročil Marinu, vikarju, da vpelje v župnijo duhovnika Luka iz Kranja, ki ga je na kapelo sv. Petra v Blagovici prezentiral ali predlagal vitez Herbert Turjaški. Friderik iz Greiffenberga na Koroškem, notar in duhovnik, je 20. oktobra 1420 zvečer v kapeli sv. Petra v Blagovici potrdil, da je duhovnik Luka iz Kranja pokazal vikarju Marinu iz Doba omenjeno listino, in ga je ta umestil na kapelo sv. Petra v Blagovici, ki je spadala še v župnijo Dob. Kot priče pri vmeščanju so bili: vikar Nikolaj iz Krašnje, gradiščana ali plemenitaša Herbert iz Blagovice in Alberto Stern, vitez iz družine kranjskega deželnega spremstva, ki je sicer spremljal kranjskega deželnega glavarja, Heranando, čevljar, in Gregor, vaščana iz Blagovice. Avstrijski vojvoda Friderik V. je 14. septembra 1426 podelil Nikolaju Gamberškemu v fevd desetino v Podmilju pri Blagovici »zu Mell ob Glogowicz« v župniji Dob. Kranjski deželni upravitelj Jorig von Tschernomel je 5. aprila 1451 potrdil, da je ljubljanski meščan Johannes Dietwiser kot zastopnik Petra Obratzschana pred sodiščem dosegel, da sme ta svobodno razpolagati s posestvi svoje žene Barbare, do katerih si je pridobil pravico. Najprej je naveden grad v Blagovici z vsem, kar je spadalo zraven »den turn Glogowitz mit aller seiner zugehorung« z desetino od hub v Zgornji Blagovici in od opuščenega mlina, prav tako v Blagovici »ode mull zu Glogowitz« ter v naseljih v neposredni okolici Blagovice in drugod, Doroteja, hči Eberhata Pawrerja z Iga »Dorothea ... Eberhats Pawrer von Yggje« 28. decembra 1459 potrdila, da je njen mož Jakob von Stain od Nikolaja Gallenbergerja kupil za 270 forintov posestvo z zemljišči, travnik in dva domca v Št. Vidu v dobski župniji »zu sant Veit in Aycher pharr«, zemljišča v Blagovici »Glogowicz«,... zemljišče v Vrhovljah v dobski župniji. Odpovedala pa se je vsem drugim dajatvam. Iz Santoninovega potopisa izvemo, da se je vizitacijska komisija, ko se je 4. junija 1481 vračala s Štajerske, ustavila v Blagovici in v gradu prenočila. Erazem, sin Krištofa pl. Obratzschana je 22. februarja 1506 sporočil Pavlu Raspu, deželnemu upravitelju, da je Blagovico z vsem, kar zraven spada, skupaj z uradom Gall zastavil Leonardu Rawmschusl Schoncgklu. Bratovščina sv. Nikolaja v Blagovici je leta 1526 dala za vojno s Turki 3 gld. in 30 kr., cerkev sv. Petra »zu Glogowitz bei sanndt Peter im Thurn« pa 4 renske gld. in kelih 17 1/2 lota. V Blagovici so bili leta 1571 kamniškemu gospostvu podložni Jurij in Ahac Kokovič, Boštjan Topolišek in Jakob Kolobar. Hans Seigfrid Raumbschiessl z Belneka je 10. maja 1647 prodal kmetijo v Blagovici cerkvenima ključarjema Boštjanu Ocepku (hišno ime je še v Prilesju) in Gregorju Prelesniku (Prilazniku na Prevojah). Dohodki od te kmetije so pripadali tedanjima krašenjskima podružnicama sv. Petra v Blagovici in sv. Neže na Golčaju, vsaki polovico.

### Valvasor o Blagovici
Valvasor je o Blagovici leta 1689 zapisal, da leži ob potoku Radomlja ob deželni cesti med visokimi hribi in da je tu veliko tovornikov. Na drugem mestu dodaja, da Blagovica leži v dolini, ki poteka od Bistrice čez Trojanski hrib. Piše, daje v okolici Blagovice veliko obdelovalne zemlje, da je tu veliko dobrih travnikov, da sadno drevje uspeva, gozdovi, ki so poraščeni z bukvijo in smreko, dajejo prebivalcem dovolj lesa, da leže v dolini Radomlje lepe vasi. O hribih nad Blagovico je zapisal, da ni na njih vasi, a je svet kljub temu obljuden. V svoji osmi knjigi omenja tudi podružnično cerkev Sv. Petra v Blagovici.

### Zgodovina v pisanih virih po letu 1647
Leta 1658 je posestvo v Blagovici kupil ljubljanski plemič Matej Henrik Schweiger pl. Lerchenfeld. Blagovica je bila v lasti Schweigerjev pl. Lerchenfeldov do leta 1810 ko je Blagovico kupil brdski graščak dr. Janez Burger od Matjevega pravnuka Barona Franca Jožefa Schweiger pl. Lerchenfeld. 

### Zgodovina cerkve Sv. Petra v Blagovici
Sedajšnja župnijska cerkev Sv. Petra v Blagovici je že četrta po vrsti na tem mestu. Najprej je stala kot kapelica Sv. Petra in Pavla ob grajskem stolpu v gradu Blagovica. Oglejski patriarh Bertrand je 29. julija 1345 potrdil na novo ustanovljeno kaplansko službo pri kapeli Sv. Petra in Pavla v patriarhovem gradu v Blagovici, ki je spadala v župnijo Dob. Kaplansko službo sta ustanovila oz. utemeljila Otokar Blagoviški, župnik v Kamniku, in njegov brat Nikolaj Blagoviški. Leta 1420 je bila kapela Sv. Petra v Blagovici še dobska podružnica. Leta 1526 je že omenjena med krašenjskimi podružnicami. Sedanja cerkev je zgrajena v renesančnem slugu, v obliki križa. Zgradili so jo med letoma 1750 in 1755. Od leta 1784 do 1802 je cerkev v Blagovici kupila 17 kmetov desetinarjev v Lisičjem pri Korenem, Blagovici, Zlatenku, Jelšah in Vošcah. Ti so leta 1850 plačevali 2 fl. 28 kr. in 3 2/8 fenigov davka, 4 fl. 5 kr. in 1 fenig odškodnine namesto tlake ter letni prispevek 5 fl. 8 kr. Poleg tega so imeli še dajatve v naturalijah: 5 3/5 kokoši, 42 1/5 jajca in 42 2/5 kit prediva. V letu 1850 so kmete oprostili teh dajatev, odškodnina pa je znašala 89 fl. 48 kr. v srebru.
Na zahvalno nedeljo, 6. novembra 2005, so v župniji Blagovica in sosednji župniji Šentožbolt slovesno obhajali 250-letnico posvetitve obeh cerkva. V obe župniji je prišel gospod nadškof msgr. Alojz Uran in blagoslovil obnovitvena dela na obeh cerkvah. Največja zahvala za obnovitev gre predvsem sedanjemu župniku g. Jožetu Vrtovšku in vsem faranom.
Župnija Blagovica

## Spomeniki v Blagovici
Spomenik žrtvam druge svetovne vojne v Blagovici, se skupaj z grobiščem nahaja sredi vasi, med poštno stavbo in avtobusno postajo. Spomenik je v obliki obeliska, na katerem je vklesanih 33 imen padlih borcev, talcev in umrlih v taborišču, s področja Krajevne skupnosti Blagovica. Zraven spomenika je grob, kjer sta pokopana dva neznana borca. Spomenik je postavila krajevna organizacija ZZB NOV Blagovica, odkrili pa so ga 23. avgusta 1964.
Spomenik zamolčanim žrtvam druge svetovne vojne v Blagovici, se nahaja na vzhodni fasadi farne cerkve Sv. Petra v Blagovici. Spomenik je plošča ovalne oblike, na katero so vklesana imena zamolčanih žrtev druge svetovne vojne. Spomenik je postavila občina Lukovica leta 2003.

## Društva v Blagovici
Društva, ki imajo sedež v KS Blagovica:
- Planinsko društvo Blagovica
- Društvo podeželske mladine Blagovica
- Društvo podeželskih žena Blagovica-Trojane
- Športno društvo za Airsoft - Rokovnjac Airsoft Klub
- Kulturno prosvetno društvo Blagovica

Lovske družine, ki imajo lovišče na področju Blagovice 
- Lovska družina Lukovica
- Lovska družina Trojane-Ožbolt

### Prostovoljno gasilsko društvo Blagovica
To PGD je operativna enota II. kategorije in je osrednja teritorialna gasilska enota v Gasilski zvezi Lukovica, ki po sklepu župana pokriva matični požarni okoliš društva na območju  KS Blagovica in KS Češnjice. 
Poleg svojega matičnega požarnega okoliša pa kot osrednja teritorialna gasilska enota pokriva celotno območje občine Lukovica.
V Blagovici so 21. januarja 1941 domačini na občnem zboru ustanovili Prostovoljno gasilsko četo Blagovica. Zaradi nemške okupacije Kraljevine Jugoslavije je četa prekinila z delom. Na predlog nemškega komisarja je v letu 1942 gasilska četa zopet pričela z delom. S pomočjo komisarja je društvo dobilo motorno brizgalno DKW s prikolico, sesalne in tlačne cevi, nekaj orodja ter obleke za desetino. Po drugi svetovni vojni se je začel razvoj društva vse do današnjih dni.